# Fir Bolg

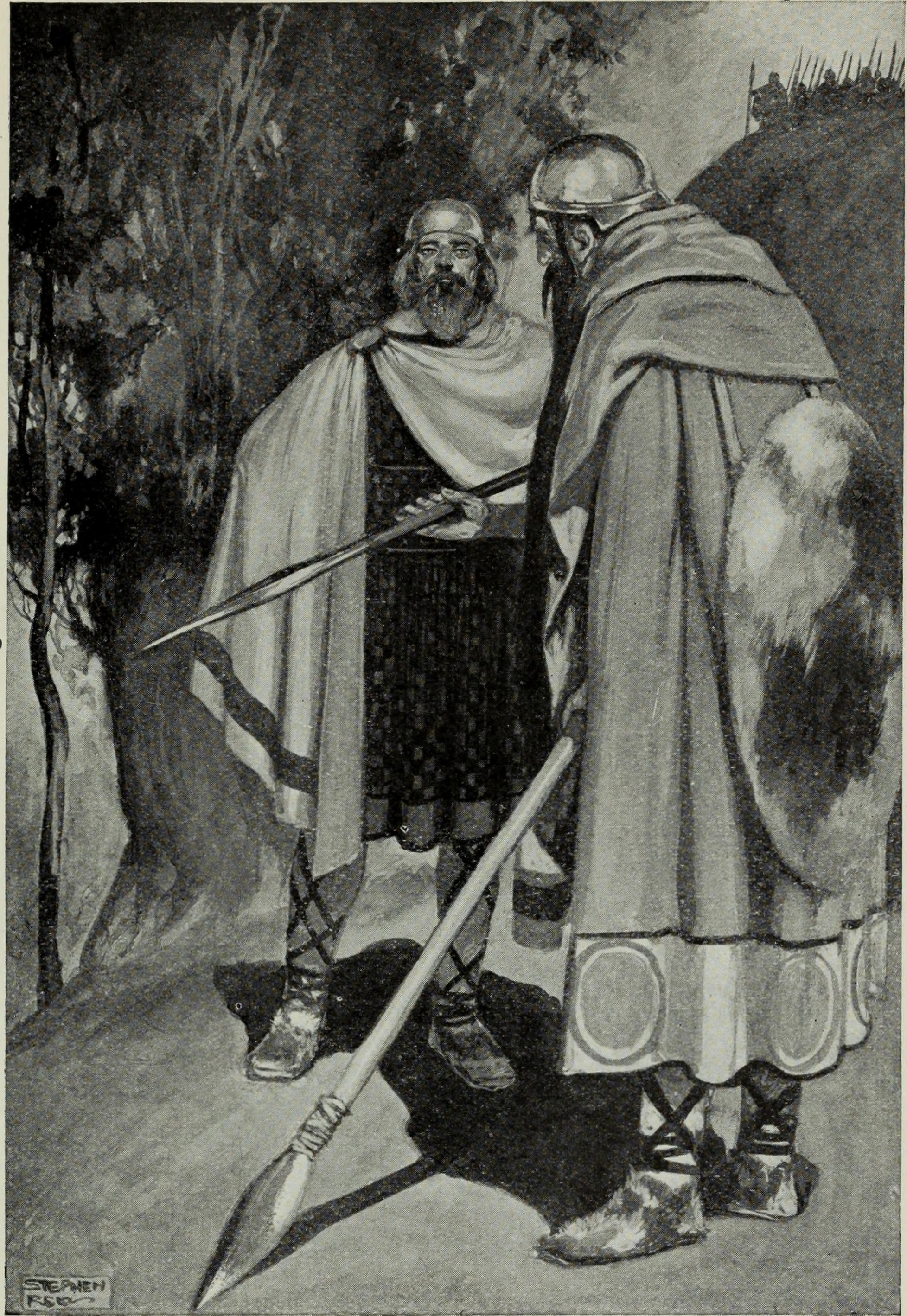
Ambaixadors dels Fir Bolg i els Tuath Dé es troben abans de la batalla de Moytura, il·lustració de J. C. Leyendecker a l'obra de T. W. Rolleston Myths & Legends of the Celtic Race, 1911

En la mitologia irlandesa els Fir Bolg (Fir Bholg, Firbolg) foren una de les races que habitaren l'illa d'Irlanda abans de l'arribada dels Tuatha Dé Danann.

## Mitologia
En l'antiguitat els Fir Bolg eren els governants d'Irlanda (en aquest moment anomenada Ériu) immediatament abans de l'arribada dels Tuatha Dé Danann, o els fills de Danu, que molts interpreten com els déus gaèlics. El rei dels Tuatha Dé Danann, Nuada, demanà la meitat de l'illa per al seu poble, però el rei Fir Bolg es va negar. Es van trobar al Pas de Balgatan, i la Batalla de Mag Tuired va durar quatre dies. Durant la batalla Sreng, el campió dels Fir Bolg, reptà Nuada a combat singular. Amb un moviment de la seva espasa, Sreng va tallar la mà dreta de Nuada. No obstant això, els Fir Bolg foren derrotats i el seu rei, Eochaidh, va ser assassinat per una deessa, Morrigan, malgrat els ferotges esforços del seu campió Sreng que els va salvar de la pèrdua total. Els Tuatha Dé Danann es van commoure tant per llur noblesa i esperit que els van deixar una quarta part de l'illa com a propietat. Van escollir Connacht i després d'això a penes s'esmenten als mites.
L'origen del nom Fir Bolg name és subjecte d'algunes disputes acadèmiques. Els antics comentaristes consideren que volia dir "homes del (déu/deessa) Bolg" o "homes de bosses" (en irlandès bolg vol dir 'ventre', 'bossa').

## Orígens tribals i història
Aquest poble arribà a Irlanda en tres grups, els Fir Bolg, els Fir Domnann i els Gáilióin. Segons el model proposat per O'Rahilly: els Fir Bolg tenen lligams amb els històrics Belgae, coneguts a la Gàl·lia i Britànnia, i als històrics Builg de Munster; els Fir Domnann als dumnonii britànics; i els Gáilióin són els Laigin, fundadors de Leinster. Segons aquest model probablement els tres grups representin els pobles iverni que habitaven irlanda abans de l'arribada dels gaels parlants de llengües goidèliques.
Els Fir Bolg són registrats com a expulsats d'Irlanda i retornats sota la direcció d'un rei anomenat Aengus. Els Fir Bolg van rebre com a lloc d'assentament les illes Aran i la costa del voltant (a la més gran de les illes, Inishmore—Árainn, hi ha una fortalesa relacionada amb l'Aengus and the Fir Bolg, Dún Aengus). Aquest episodi històric en el que els Fir Bolg arribaren des del que es creu que és un indret vora l'actual Escòcia, s'instal·laren a Irlanda i marxaren a les illes Aran, es creu que està relacionada amb una suposada invasió dels pictes.